# 天關增五
金牛座130，又名BD+17 1004，HD 38558、SAO 94858、HR 1990，是金牛座的一颗恒星，视星等为5.49，位于銀經189.82，銀緯-5.44，其B1900.0坐标为赤經5h 41m 36.3s，赤緯+17° -5.44′ 30″。